# Palmcrantz
Palmcrantz är en svensk adlig ätt från Norra Bäck i Runstens socken på Öland, adlad 20 mars 1692 och introducerad 3 november 1693.

## Historia
Ättens stamfader är hovauditören Magnus Becchius (1653–1703). Som belöning för sina insatser i ämbetet och genomförandet av Karl XI:s reduktion adlades han 1692, varvid han tog namnet Palmcrantz. Ätten introducerades på svenska Riddarhuset under nummer 1241 där också vapenskölden förvaras. Släkten bestod år 2004 av omkring 100 personer.

## Personer med efternamnet Palmcrantz
- Magnus Becchius Palmcrantz (1653–1703), släktens stamfader, hovauditör
- Helge Palmcrantz (1842–1880), ingenjör och industriman, kulsprute- och slåttermaskinskonstruktör
- Gösta Palmcrantz (1888–1978), skönlitterär författare
- Gert Palmcrantz  (född 1938), ljudtekniker och musikproducent